# Emil Stabil
Emil Stabell Petersen, bedre kendt som Emil Stabil, er en dansk rapper fra Aarhus. Emil Stabils gennembrud kom i 2014, hvor han især var populær via videotjenesten Youtube og musiktjenesten SoundCloud, med nummeret Er Det En Fugl. Det danske radioprogram Lågsus på Danmarks Radios P3 udvalgte Er Det En fugl som Lågsus-track. 
I 2014 startede Emil Stabil sammen med Young Bong og Lil Producer et pladeselskab under navnet Lil Label. I 2015 udgav Emil Stabil sin debut-EP kaldet Emil Stabil. EP'en fik en 3. plads på IFPI's albumchart-liste og singlen, Allerede Is fra samme EP blev i sommeren 2015 streamet af over 60.000 mennesker om dagen på streamingtjenesten Spotify.
Emil Stabil har blandt andet optrådt på: Roskilde Festival, Spot Festival, Smukfest, Copenhagen Distortion, Ungfest 2018 og Grøn Koncert, samt lavet en sang med Gucci Mane.

## Discografi

### Singler
- 2014 – Er Det En Fugl
- 2015 – Allerede Is
- 2015 – Swimmingpool / R. Kelly
- 2017 – Onsdag
- 2017 – Over Alt
- 2017 – +1
- 2019 – Lotteri
- 2019 – En Sang (feat. Gucci Mane)

- 2019 – Bobler

### EP'er
- Emil Stabil (2015)